# Paobius boreus
Paobius boreus är en mångfotingart som beskrevs av Chamberlin 1916. Paobius boreus ingår i släktet Paobius och familjen stenkrypare. Inga underarter finns listade i Catalogue of Life.